# Jorge Cutillas
Jorge Arturo Cutillas Cordón (1959) es un político y empresario vinícola español.

## Biografía
Nació en Autol (La Rioja) en 1959.

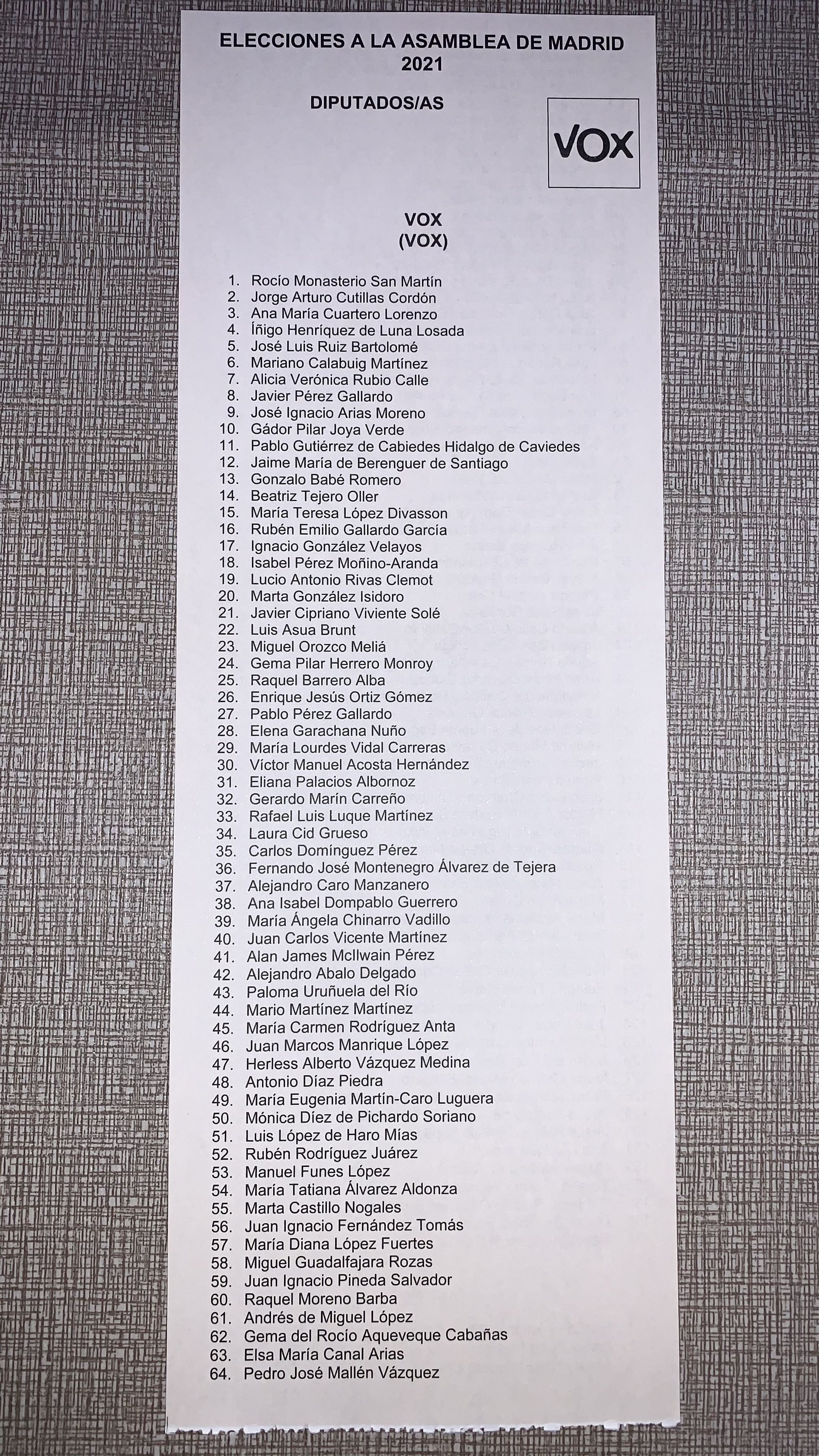
Papeleta de las Elecciones a la Asamblea de Madrid de 2021.

Militante de los grupos de choque de Fuerza Nueva en los años de la Transición, en 1982 fue detenido junto a otros siete cachorros de la organización ultraderechista por presuntamente apedrear unos autobuses en los que viajaban 256 niños vascos de excursión en Madrid. Dirigió la rama madrileña «Patria y Libertad», una organización juvenil de carácter neofascista, liderado en Barcelona por Ernesto Milà. Posteriormente, a partir de 1984, militó en las Juntas Españolas de Integración (JEI), luego Juntas Españolas, formación de la cual llegó a ejercer de secretario general y que llegó a liderar junto al abogado Juan Peligro.
En la década de 1990 se embarcó en el proyecto del Partido de Acción Democrática Española (PADE), formación de la que fue secretario general a lo largo de toda su vida útil. En 1999 cerró la lista del PADE en las municipales de Alcobendas. En 2003 concurrió como número 2 de la lista de Independientes por Alcobendas-Partido Demócrata Español en las municipales de 2003 en Alcobendas. Encabezó las listas del PADE en las elecciones municipales de 2007 en Alcobendas.
En las elecciones al Parlamento Europeo de 2009 concurrió como independiente en el número 6 de la lista de Alternativa Española (AES) encabezada por Rafael López-Diéguez Gamoneda.
Ocupado profesionalmente como empresario vinícola (25 años como distribuidor y, posteriormente, como elaborador de vinos, principalmente con DOCa Rioja) e integrado dentro de Vox desde los inicios del partido, cerró la lista del partido de cara a las elecciones a la Asamblea de Madrid de 2015. En las elecciones generales de 2019 fue el cabeza de la lista de Vox en la circunscripción de La Rioja, que no obtuvo representación.
Fue incluido también como número 3 de la lista de Vox para las elecciones a la Asamblea de Madrid de 2019 encabezada por Rocío Monasterio. Resultó elegido diputado en el parlamento autonómico. En las siguientes elecciones autonómicas, celebradas en 2021, fue número 2 de la lista de Vox, donde revalidó su escaño en la Asamblea de Madrid